# Kaljani
Kaljani és un riu format al nord de Bengala Occidental per la unió dels rius Alaikuri i Dima, dos rius procedents de Bhutan que s'uneixen prop d'Alipur als Duars occidentals, al districte de Jaipalguri. Després de la unió el riu agafa el nom de Kaljani i després d'un recorregut d'uns quants km en direcció sud, s'uneix al Raidak al districte de Rangpur a Bangladesh.